# 科曼·库利巴利
科曼·库利巴利（Koman Coulibaly，1970年7月4日—），非洲國家馬里足球裁判，也是2010年世界盃足球賽的主球證之一。

## 生涯
科曼·库利巴利的正職是金融審計。他於1999年取得為國際賽事執法的資格。2004年，他首次為非洲國家盃執法，兩年後，他再度成為非洲國家盃的主球證，2008年，他更為當屆的非洲盃決賽執法。
2010年6月，他為2010年世界盃的分組賽執法。6月18日進行的C組第二輪美國隊與斯洛文尼亞隊的比賽中，他將美國隊的一個進球吹罰無效，引起了國際傳媒廣泛的爭議，最後他被禁止執法餘下的2010世界杯賽事。